# James LaBrie
James LaBrie, właśc. Kevin James LaBrie (ur. 5 maja 1963 w Penetanguishene) – wokalista progresywno-metalowej grupy muzycznej Dream Theater.
Udzielał się w kilku zespołach jako perkusista i wokalista, a w 1991 roku wygrał w Nowym Jorku przesłuchanie na wokalistę Dream Theater, prześcigając 200 innych kandydatów. Pierwsza płyta zespołu, na której śpiewał, to Images and Words. Oprócz śpiewu, ma wkład w pracę kompozytorską przy utworach. Udziela się także w projektach solowych.

## Zespół
| Obecni członkowie zespołu Jamesa LaBrie - James LaBrie – wokal prowadzący (od 2005) - Marco Sfogli – gitara (od 2005) - Matt Guillory – instrumenty klawiszowe, wokal wspierający (od 2005) - Ray Riendeau – gitara basowa (od 2010) - Peter Wildoer – perkusja, instrumenty perkusyjne, wokal wspierający (od 2010) |  | Byli członkowie zespołu - Bryan Beller – gitara basowa (2005) - Mike Mangini – perkusja, instrumenty perkusyjne (2005) |

## Wybrana dyskografia
- Shadow Gallery – Tyranny (1998, Roadrunner Records)[2]
- Explorers Club – Age of Impact (1998, Magna Carta Records)[3]
- MullMuzzler – Keep It to Yourself (1999, Magna Carta Records)[4]
- MullMuzzler – MullMuzzler 2 (2001, Magna Carta Records)[5]
- Explorers Club – Raising the Mammoth (2002, Magna Carta Records)[6]
- Frameshift – Unweaving The Rainbow (2004, ProgRock)[7]
- Tim Donahue – Madmen & Sinners (2004, Frontiers Records)[8]
- James LaBrie – Elements of Persuasion (2005, InsideOut Music)[9]
- John Macaluso & Union Radio – The Radio Waves Goodbye (2007, Lion Music)[10]
- Redemption – Snowfall on Judgment Day (2009, InsideOut Music)[11]
- Roswell Six – Terra Incognita: Beyond the Horizon (2009, ProgRock)[12]
- James LaBrie – Static Impulse (2010, InsideOut Music)[13]
- Roswell Six – Terra Incognita: A Line in the Sand (2010, ProgRock)[14]
- Eden's Curse – Trinity (2011, AFM Records)[15]